# Нильский-Лапинский, Станислав
Станислав Нильский-Лапинский (пол. Stanisław Nilski-Łapiński), при рождении Станислав Казимир Мартин Лапинский (пол. Stanisław Kazimierz Marcin Łapiński),
родился 24 января 1891 в Варшаве, — умер 16 февраля 1922 в Познани — потомок старого шляхетского рода, Подполковник Войска Польского, легионер, защитник Львова, шеф штаба обороны Львова, заместитель командующего Чеслава Мачинского. Похоронен на Кладбище Защитников Львова в аллее командующих. Был награждён Крестом Virtuti Militari V Класса, Крестом Доблестных с Мечами, Крестом Доблестных трижды.

## Биография

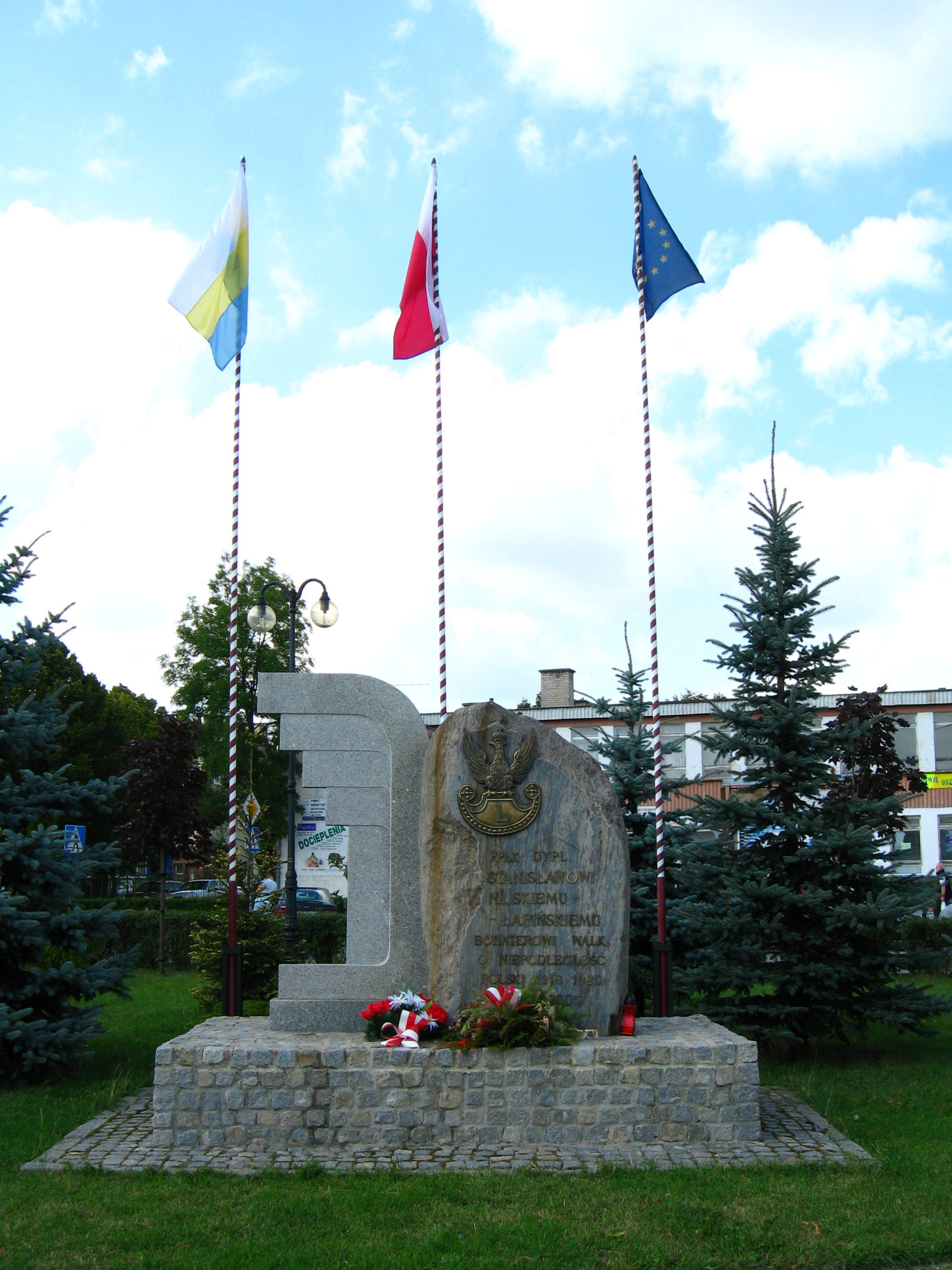
Памятник Станиславу Нильскому-Лапинскому в Лапах

Станислав Казимир Мартин Лапинский родился 24 января 1891 года в Варшаве, его Семья относится к шляхте. Их родовое имение находилось в районе современного города Лапы (Польша). Однако род был лишен имения и капиталов после репрессий российского правительства, которые последовали за поддержку восстания 1863-1864 гг. Достоверно известно, что один из представителей рода, Юзеф Лапинский, за участие в восстании 1863-1864 гг, в 1868 г. был сослан на военную службу в Западную Сибирь. Репрессии сильно повлияли на Томаша Лапинского, отца Станислава, он покинул родные места и переселился в Варшаву, где занимал незначительный чиновничий пост на железной дороге. Мама, Феофила из рода Поровских занималась домом.
Среднюю школу, Станислав, окончил в Белостоке. В его аттестате о образовании была лишь одна тройка по русскому языку. Именно в Белостоке, Станислав впервые начинает вести активную политическую деятельность, организует нелегальный политический клуб, где молодые шляхтичи, объединённые идеей возрождения польского государства изучали историю и отечественную литературу. Станислав Фалькевич (пол. Stanisław Falkiewicz) в «Польском Солдате» (пол. Żołnierzu Polskim), в 1922 году, вспоминал об этом клубе, «Когда из за школьных занятий у молодых ребят не было свободного времени, на изучение польской литературы. Они договорились изучать её ранним утром с пяти до шести часов ежедневно. Каждый день собирались в это время, в саду Зверзинских (пол. Zwierzyńskich) и там читали». По воспоминаниям Станислава Фалькевича, молодых патриотов особенно привлекали произведения Адама Мицкевича.
В 1910 году Станислав поступает на учёбу в политехнические студии во Львове. Там он начинает особенно усиленно изучать, машиностроение и языки: немецкий, русский и французский. Однако учёба не мешает ему продолжать активно участвовать в нелегальных польских патриотических собраниях. Вскоре своей деятельностью на благо польской нации, своими убеждениями и преданностью идее возрождения польского государства. Своей активной деятельностью Станислав привлек к себе внимание членов «Стрелецкого Союза» (пол. Związku strzeleckiego). К упомянутому Союзу, Станислав присоединяется в 1912 году, проходя курсы: воинский и офицерский. Тогда же Станислав меняет фамилию Лапинский и становится Нильским. Так поступить он был вынужден, так как в ту пору его родители были подданными российской империи и российские власти всячески боролись с членами стрелецкого Союза и членами их семей.
В 1914 году Станислав Нильский принял участие в мобилизации Стрелков. 4 августа 1914 года начал службу в 1 кадровой кампании. Станислав хорошо проявил себя в боях, и уже 9 октября 1914 года ему было присвоено звание подпоручика 1 полка легионов. В этом же году был ранен в бою под Лозувком (пол. Łozówkiem), и попал в русский плен. Станислав, несмотря на рану в живот, убежал из плена и через шесть недель появился под Тарновым. В ту пору уже многие из друзей Станислава погибли, погиб и его лучший друг детства Зверзинский. Станислава также считали погибшим, но произошло чудесное «воскресенье». Так описал возвращение Станислава один из его сослуживцев: «Утро было безоблачно. Солнце сверкало на проводах перед окопами. Бойцы были в веселы, умывались и расчёсывались. Некоторые уже сбегали в лесок около позиции, на кофе. Внезапно тишину прервал возглас: Нилский – покойник! Станислав Нильский, присоединился к бригаде и в её составе направился к Беловежской Пуще.
На рубеже 1915-1916 гг. Станислав дрался над Стоходом (пол. Stochodem) и Страйем (пол. Stryjem). В Полесье он был ранен во второй раз. Последующую службу в легионах продолжил как командующий пехотой, в дальнейшем был в саперах и артиллерии.
В 1917 году по поручению властей пошёл в Школу Генерального Штаба в Варшаве. Где получил очень разностороннее военное образование. Был соавтором военных распорядков. В этом же году вместе с другими польскими офицерами отказался присягать германскому императору. Попал в лагерь для интернированных в Бениаминовие. В конце 1917 года был освобожден и присоединился к структурам конспиративной Польской Военной Организации во Львове.
Когда в ноябре 1918 года началась польско-украинская война, опытный военный Нильский стал командующим Штаба обороны города. О его участии в доблестной защите Львова вспоминал сам Юзеф Пилсудский: «О Львове я не имею никаких сведений. К сплетням, особенно военным, отношусь с презрением. Я старался, найти человека, достойного доверия. Я обратился, к командующему Штабом защиты Львова, подполковнику Лапинскому. Прислал мне он около 20 ноября через лётчика Стеца следующий рапорт с ситуацией Львова: «Небольшая часть города находится в руках у поляков, большая часть в руках русских. Бои тяжелы. Значительная часть польского общества ведет переговоры с русскими о чем-то в виде оккупации нашего города, не веря в возможность защиты. Защитники — это горсть легионеров и молодёжь.» На основе этого я пришёл в к выводу, что без получения помощи извне, Львов будет потерян. Я ответил, что помощи не имею и дать её я не могу. Держитесь так долго сколько вы сможете.»
Защитники выдержали. 21 ноября 1918 года Нильский был ранен в третий раз. Но не прервал своей штабной работы. После освобождения города немедленно выехал в Варшаву. В виелкопольской команде ввёл военный порядок и четкую организацию. Повстанческие отделы перестроил в регулярное войско. Был также приближенным офицером Юзефа Пилсудского. В начале боёв на восточных границах возрождённого польского государства принял командование над 15 дивизией. В апреле 1919 года был уже на Виленском фронте. Исполнял там обязанности офицера в штабе Главнокомандующего.
28 апреля 1919 доблестного года руководил действиями нескольких батальонов, спасая Вильно (Вильнюс) от атак сильной группировки Красной Армии. Спустя полгода работал в генеральном штабе, создавая в соавторстве распорядки Польского Войска. Перед киевской экспедицией вернулся на должность командующего штабом 15 дивизии, которая должна была действовать на главном направлении удара. Сражался под Березиной, Варшавой, Лидой и Минском. По окончании боёв вернулся со своей дивизией в Польшу. 8 августа 1922 года был назначен командующим 70 полка пехоты.
Умер 16 февраля 1922 года. Его молодой организм сломила не вылеченная до конца скарлатина. Захоронение сопровождалось шествием большинства жителей Познани и манифестацией солдат преданных своему командующему.

## Награды
- Серебряный крест «Virtuti Militari»
- Крест Храбрых (трижды)
- Крест Храбрых (с мечами)